# Amphiprion

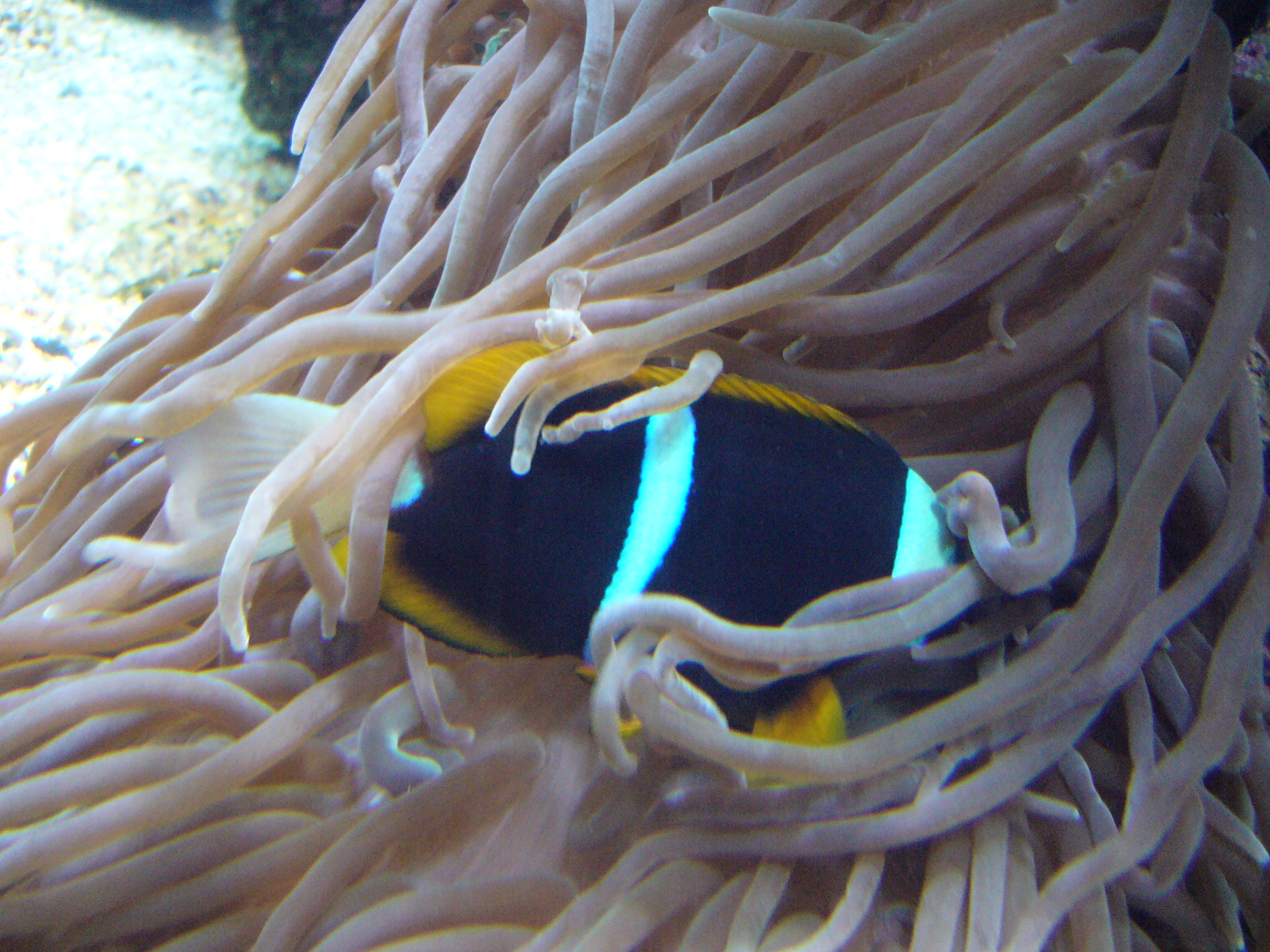
Amphiprion allardi

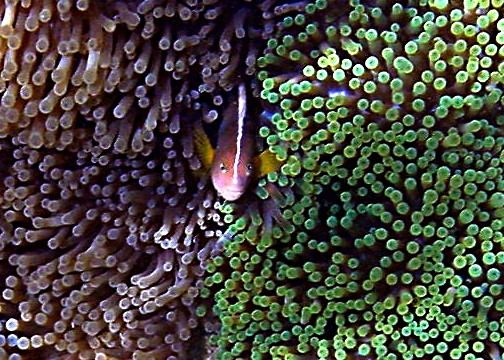
Amphiprion akallopisos

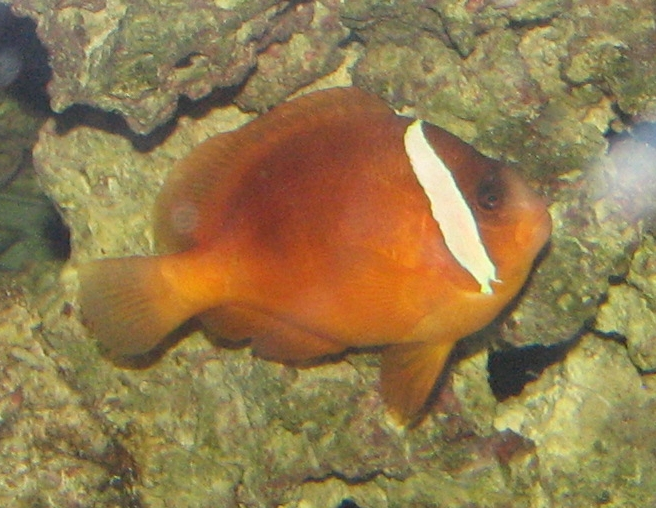
Amphiprion frenatus

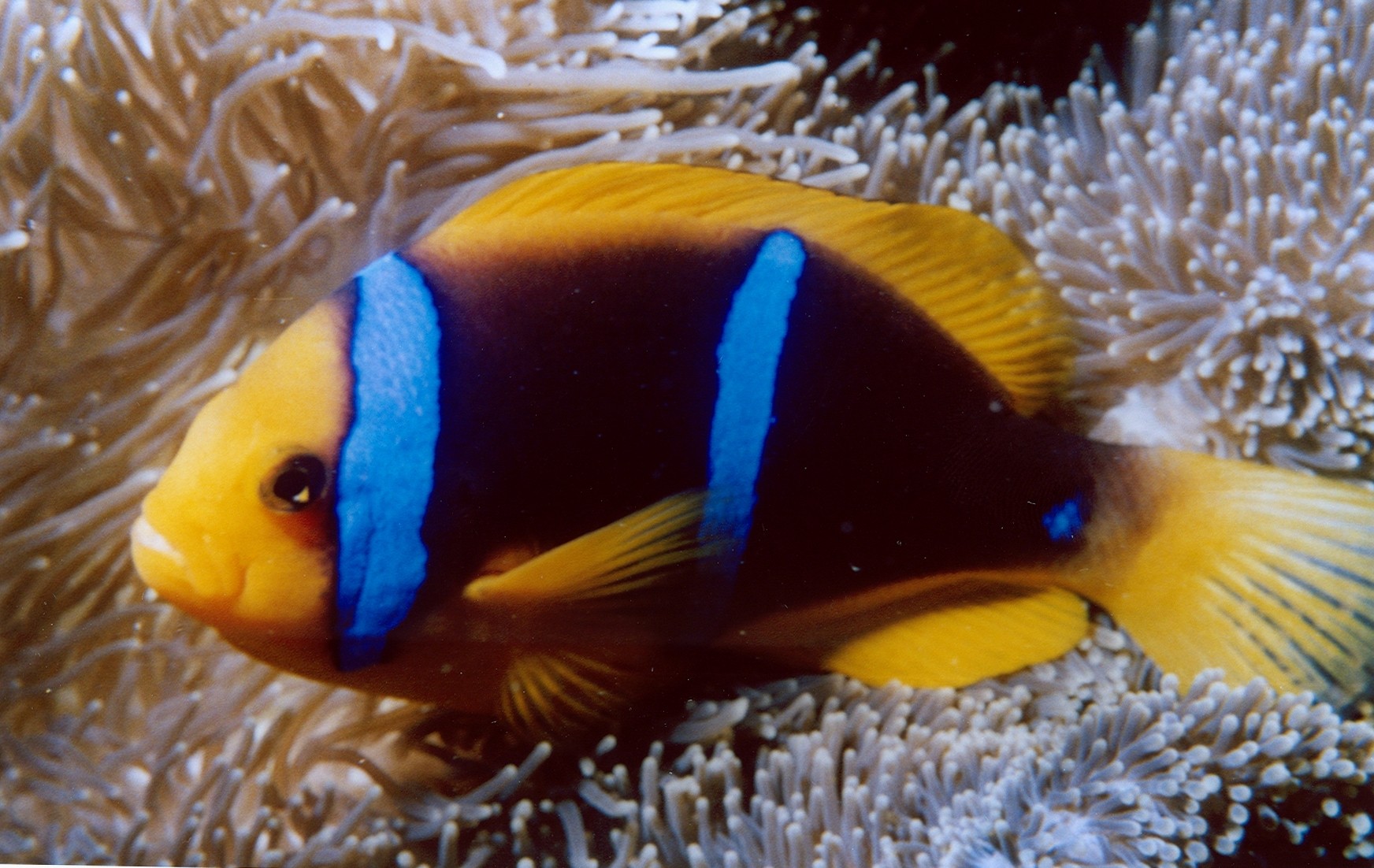
Amphiprion chrysopterus

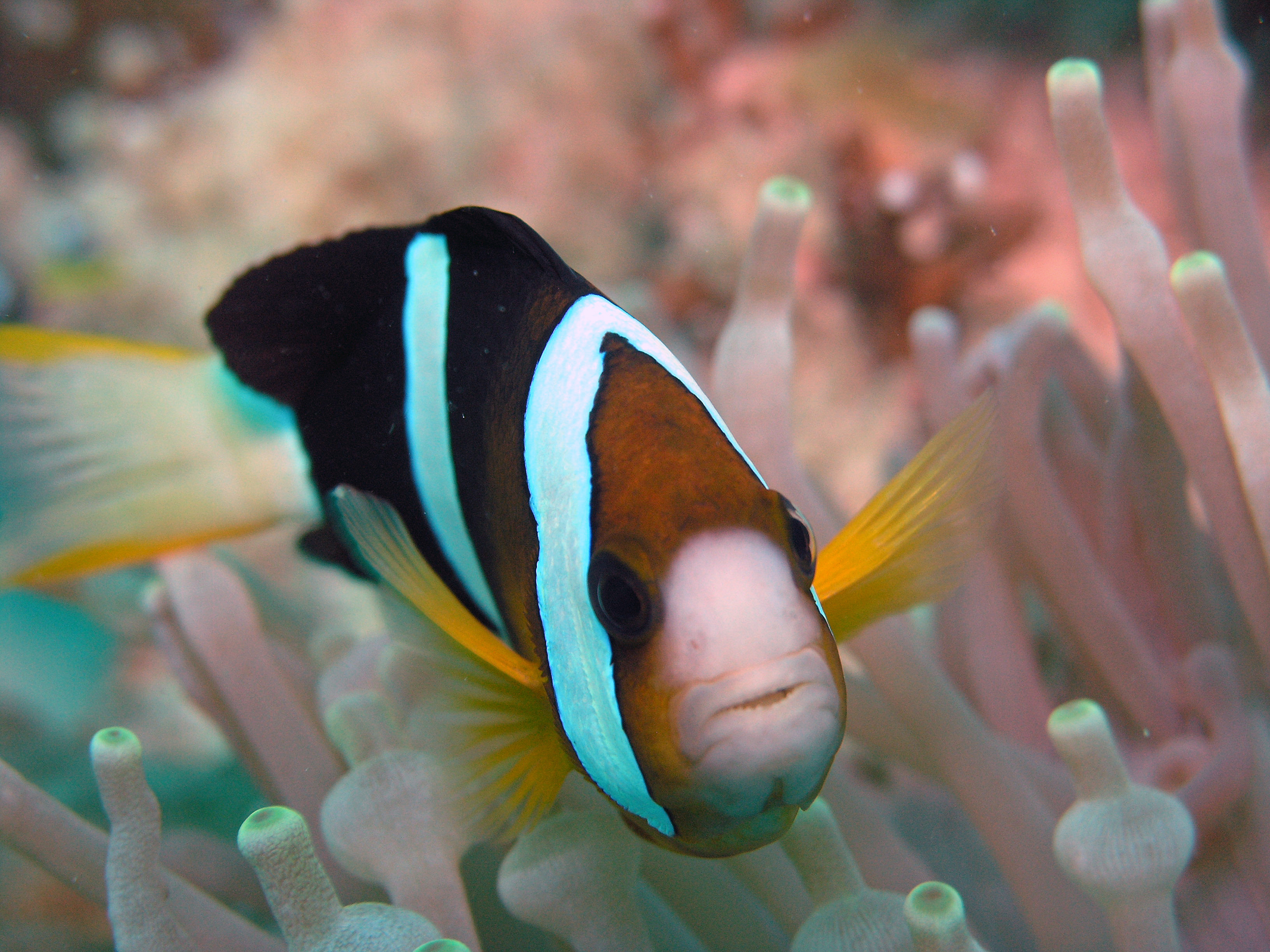
Amphiprion clarkii

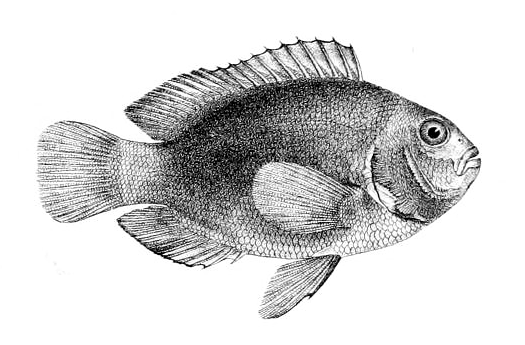
Amphiprion ephippium

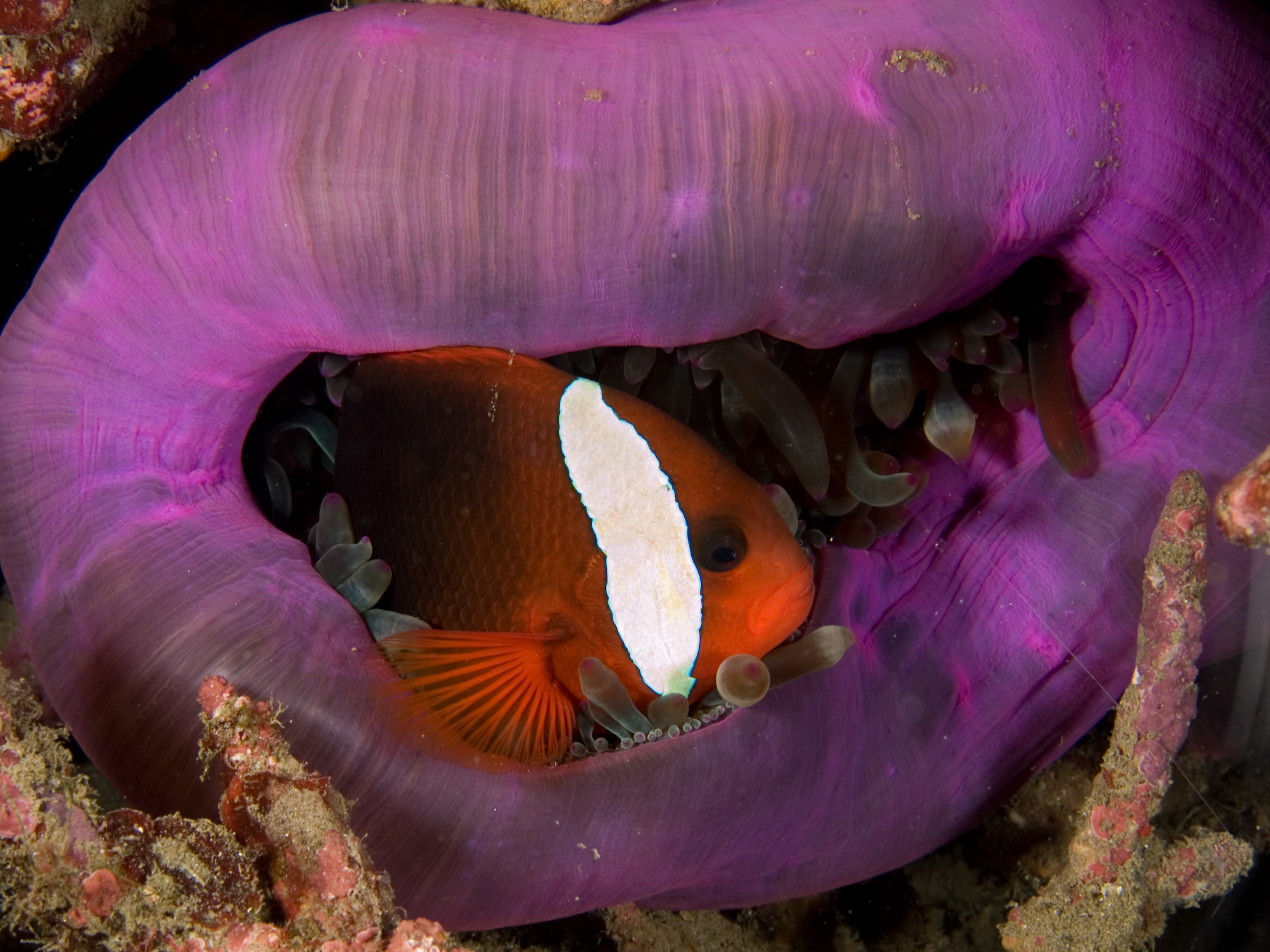
Amphiprion melanopus

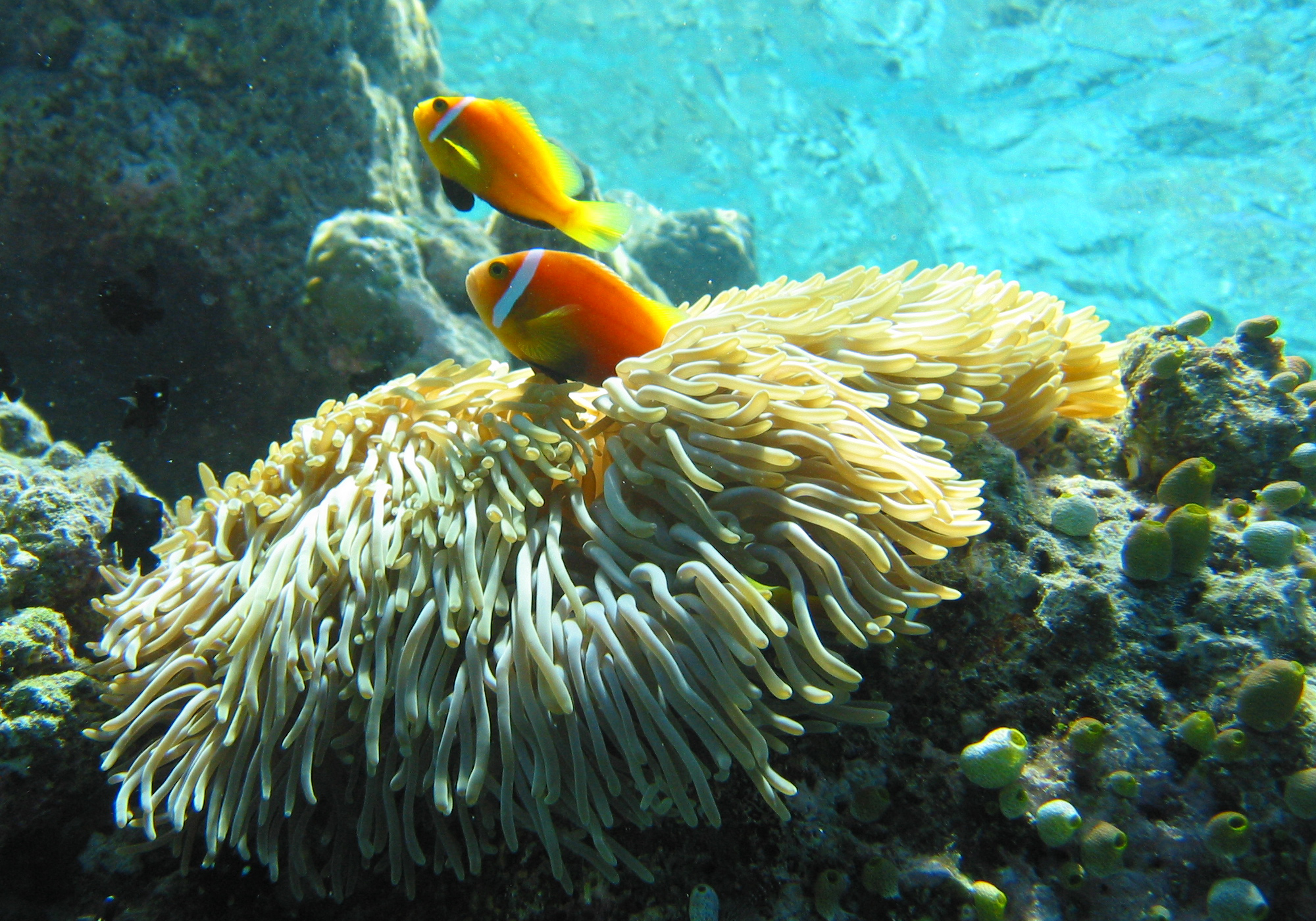
Amphiprion nigripes

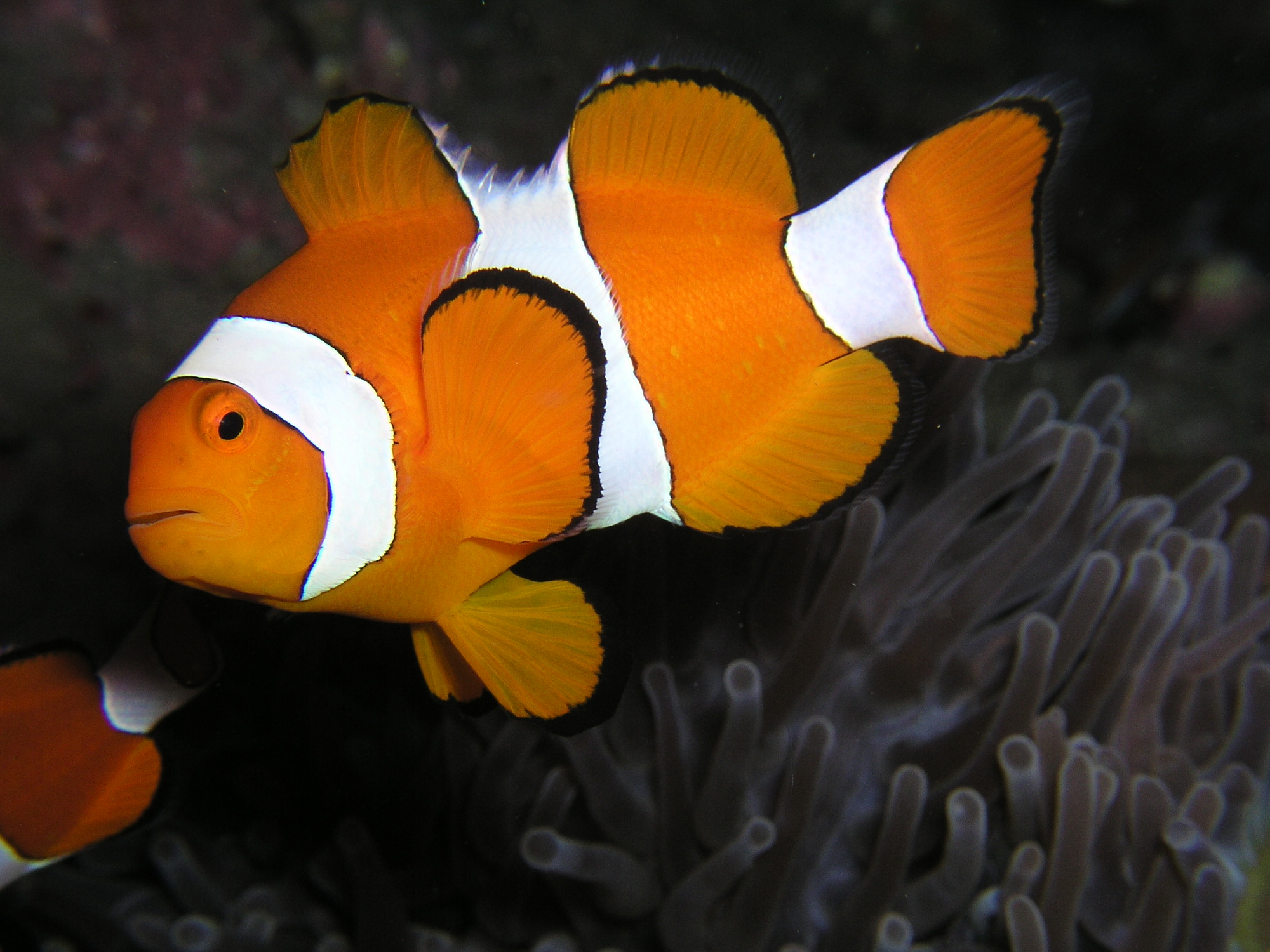
Amphiprion ocellaris

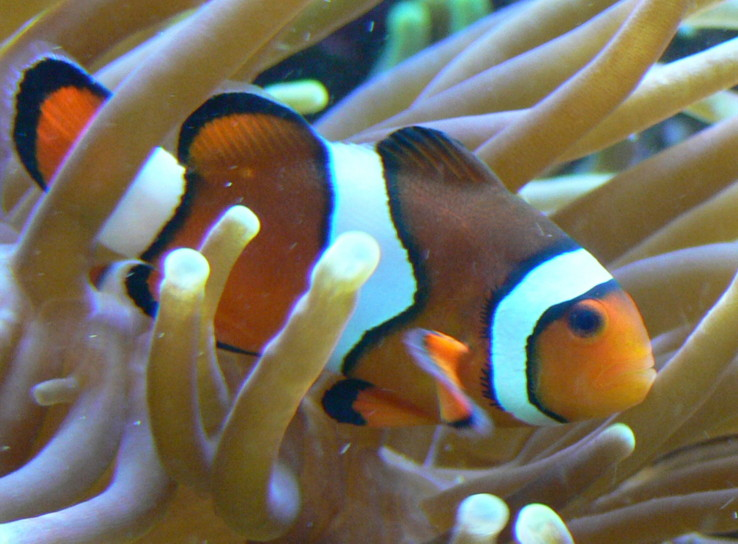
Amphiprion percula

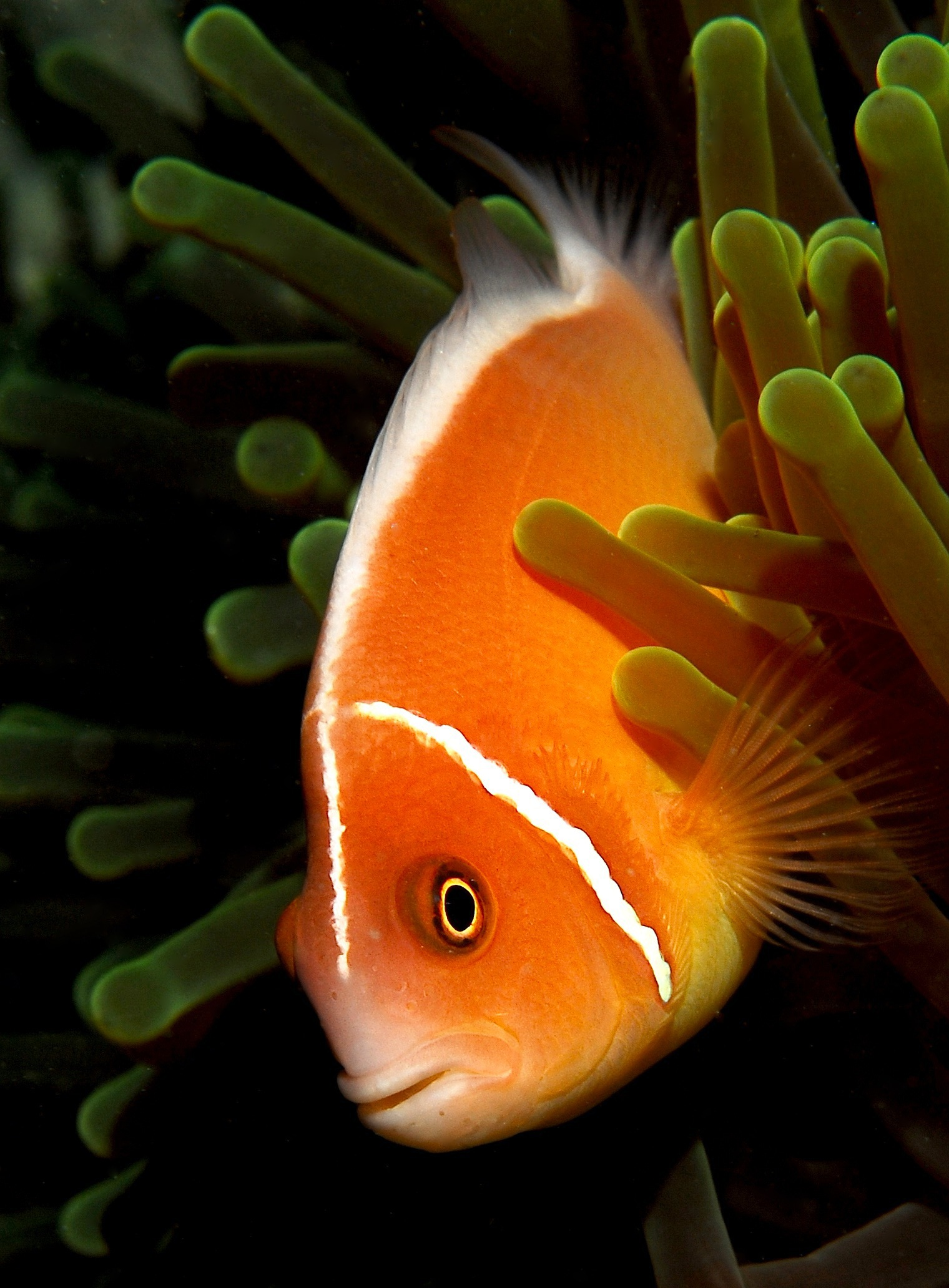
Amphiprion perideraion

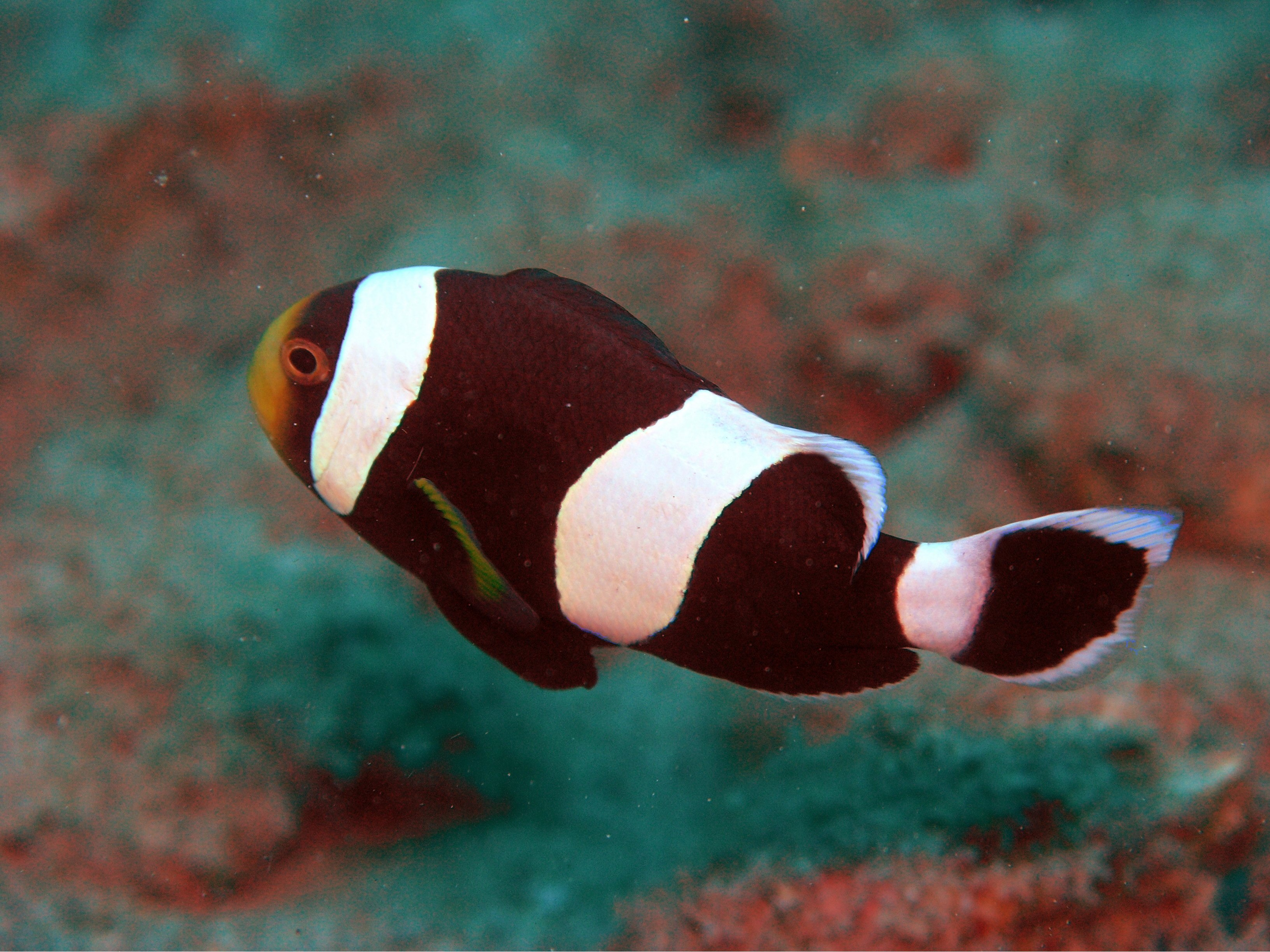
Amphiprion polymnus

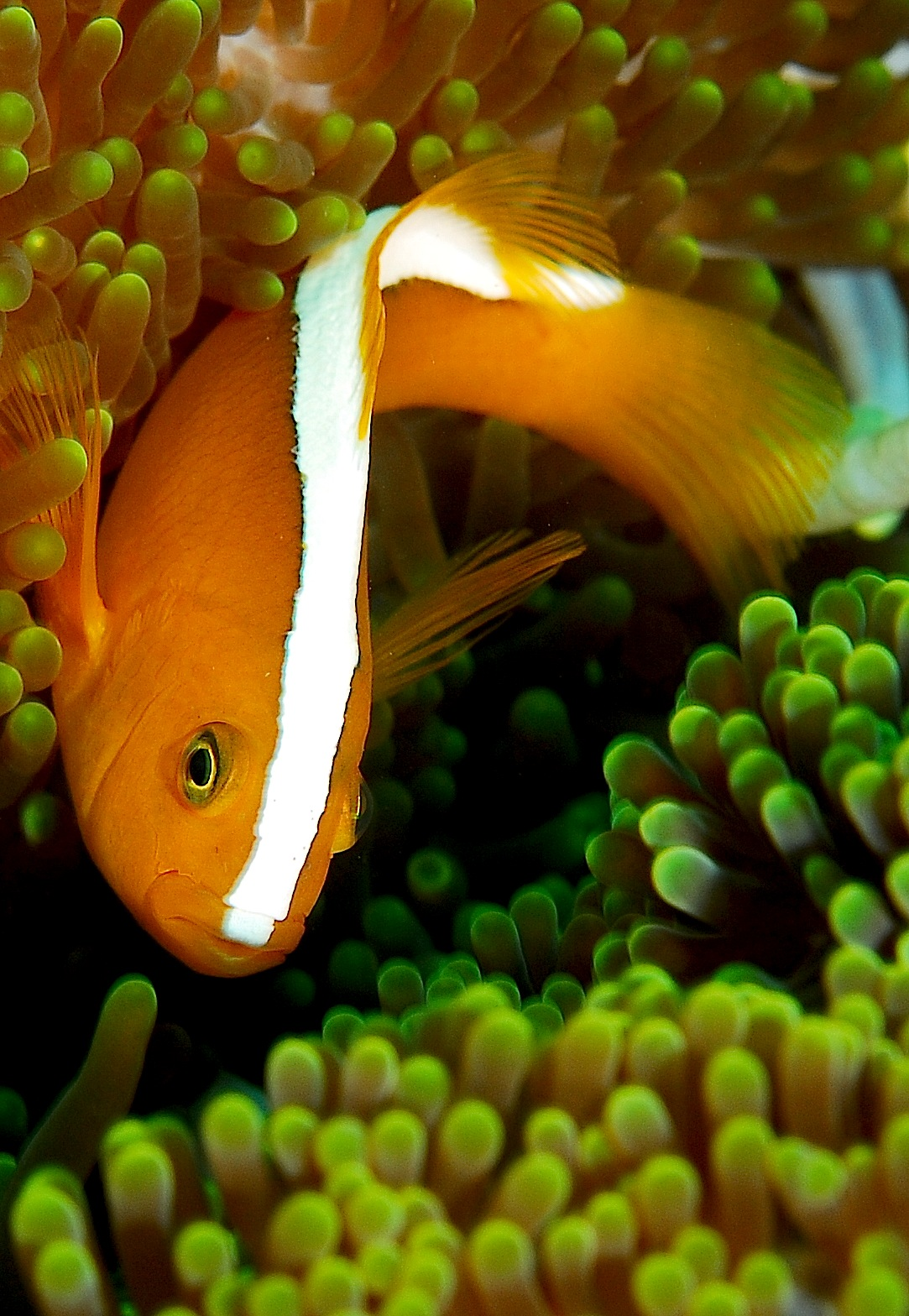
Amphiprion sandaracinos

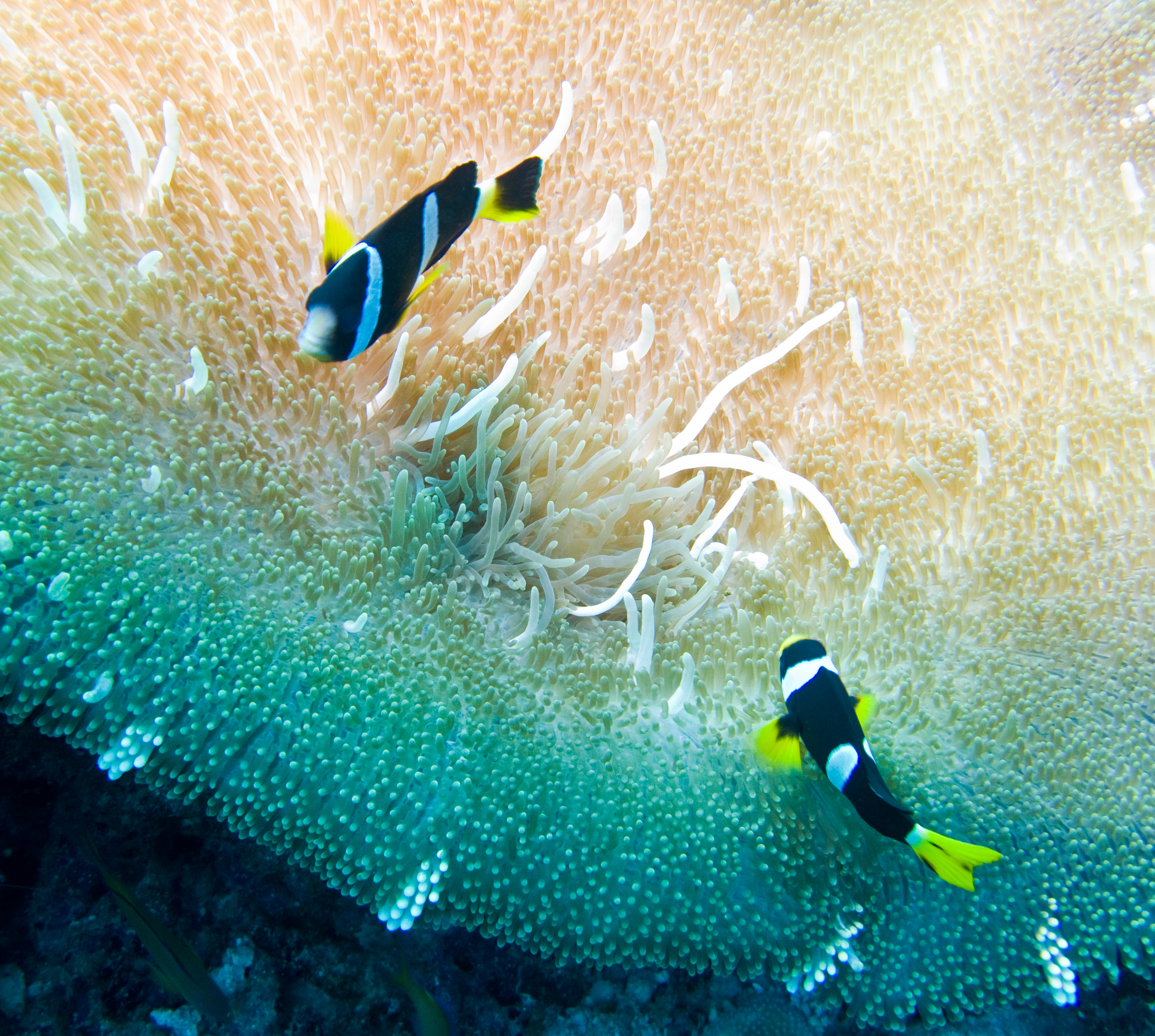
Amphiprion sebae

Amphiprion és un gènere de peixos de la família dels pomacèntrids i de l'ordre dels perciformes. Són coneguts, popularment, com a peixos pallasso.

## Morfologia
- Segons l'espècie en qüestió, poden ésser de color groc, taronja, vermell o negre, i molts mostren taques o línies de color blanc.
- La llargària varia entre 10-18 cm.[2]

## Reproducció
Depenent de l'espècie, poden pondre centenars o milers d'ous en qualsevol superfície plana a prop de l'anemone que els hostatja. En estat salvatge, els peixos pallasso fresen en l'època de la lluna plena i el mascle protegeix els ous fins que es desclouen entre 6 i 10 dies més tard (generalment, dues hores després del capvespre).

## Alimentació
Són omnívors: a la natura mengen aliments vius com a algues, plàncton, mol·luscs, crustacis (copèpodes i misidacis) i aliment no digerit per les anemones que els serveixen d'amfitrions. En captivitat, es nodreixen d'escates de peix, musclos i calamars trossejats, bledes, espinacs i, fins i tot, fruites com el kiwi.

## Distribució geogràfica
Es troben a les aigües càlides dels oceans Índic i Pacífic, incloent-hi la Gran Barrera de Corall i la Mar Roja.

## Costums
En llurs hàbitats naturals, tenen relacions simbiòtiques amb anemones de mar: el peix es nodreix de matèria sense digerir que, altrament, podria danyar l'anemone de mar, mentre que els excrements del peix pallasso proporcionen nutrients a l'anemone de mar. A més, l'activitat natatòria del peix es tradueix en una major circulació d'aigua al voltant de l'anemone de mar i aquesta proporciona seguretat al peix a causa del seu verí que actua de manera dissuasiva davant dels atacs potencials dels depredadors.

## Vida en captivitat
Els peixos pallasso van ésser el primer tipus de peixos ornamentals marins a ser criats en captivitat amb un èxit total.

## Taxonomia
- Amphiprion akallopisos (Bleeker, 1853)[4]
- Amphiprion akindynos (Allen, 1972)[5]
- Amphiprion allardi (Klausewitz, 1970)[6]
- Amphiprion barberi (Allen, Drew & Kaufman, 2008)[7]
- Amphiprion bicinctus (Rüppell, 1830)[8]
- Amphiprion chagosensis (Allen, 1972)[5]
- Amphiprion chrysogaster (Cuvier, 1830)[9][10]
- Amphiprion chrysopterus (Cuvier, 1830)[11]
- Amphiprion clarkii (Bennett, 1830)[12]
- Amphiprion ephippium (Bloch, 1790)[13][14]
- Amphiprion frenatus (Brevoort, 1856)[15]
- Amphiprion fuscocaudatus (Allen, 1972)[5]
- Amphiprion latezonatus (Waite, 1900)[16]
- Amphiprion latifasciatus (Allen, 1972)[5]
- Amphiprion leucokranos (Allen, 1973)[17]
- Amphiprion mccullochi (Whitley, 1929)[18]
- Amphiprion melanopus (Bleeker, 1852)[19]
- Amphiprion nigripes (Regan, 1908)[20]
- Amphiprion ocellaris (Cuvier, 1830)[11]
- Amphiprion omanensis (Allen & Mee, 1991)[21]
- Amphiprion percula (Lacépède, 1802)[22]
- Amphiprion perideraion (Bleeker, 1855)[23]
- Amphiprion polymnus (Linnaeus, 1758)[24]
- Amphiprion rubrocinctus (Richardson, 1842)[25]
- Amphiprion sandaracinos (Allen, 1972)[5]
- Amphiprion sebae (Bleeker, 1853)[26]
- Amphiprion thiellei (Burgess, 1981)[27]
- Amphiprion tricinctus (Schultz & Welander, 1953)[28]
- Amphiprion tunicatus (Cuvier, 1830)[11][29][30][31][32][33][34]